# Deadly Outlaw: Rekka
Pour plus de détails, voir Fiche technique et Distribution.
Deadly Outlaw: Rekka (実録・安藤昇侠道（アウトロー）伝 烈火, Jitsuroku Andō Noboru kyōdō-den: Rekka) est un film japonais de yakuza réalisé par Takashi Miike et sorti en 2002. Il met en vedette Riki Takeuchi et Sonny Chiba.

## Fiche technique
- Titre : Deadly Outlaw: Rekka
- Titre original : 実録・安藤昇侠道（アウトロー）伝 烈火 (Jitsuroku Andō Noboru kyōdō-den: Rekka?)
- Réalisation : Takashi Miike
- Scénario : Shigenori Takechi
- Production : Tsuneo Seto
- Musique originale : Joe Yamanaka
- Photographie : Kiyoshi Itō
- Montage : Yasushi Shimamura
- Pays de production :  Japon
- Langue originale : japonais
- Format : couleur
- Durée : 96 minutes[1]
- Date de sortie :
  - Japon : 21 septembre 2002[1]

## Distribution
- Riki Takeuchi : Kunisada
- Ryōsuke Miki
- Ken'ichi Endō
- Mika Katsumura
- Sonny Chiba
- Yūya Uchida
- Tetsurō Tanba
- Renji Ishibashi
- Lily : la grand-mère de Kunisada
- Miho Nomoto
- Joe Yamanaka
- Rikiya Yasuoka